# Anthony Barylla
Anthony Barylla (* 1. Juni 1997 in Gera) ist ein deutscher Fußballspieler.

## Karriere
Anthony Barylla begann beim SV Schmölln mit dem Fußballspielen. Zu Beginn der Saison 2010/11 wechselte er in die Nachwuchsabteilung von RB Leipzig. Nach der Abmeldung der U23 von RB vom Spielbetrieb zum Saisonende 2016/17 wechselte Barylla zur Saison 2017/18 zum Drittligisten FSV Zwickau, wo er einen Zweijahresvertrag bis zum 30. Juni 2019 unterzeichnete. Sein erstes Spiel für Zwickau bestritt Barylla am 23. Juli 2017 im Ligaspiel gegen den Chemnitzer FC.
Zur Regionalligasaison 2019/20 unterschrieb der Verteidiger einen Vertrag beim 1. FC Saarbrücken. Mit dem Klub reüssierte er sowohl in der viertklassigen Fußball-Regionalliga Südwest, wo die Mannschaft bereits früh im Saisonverlauf die Tabellenführung übernahm und bis zur Spielpause in Folge der COVID-19-Pandemie in Deutschland mit mehreren Punkten Vorsprung auf die Verfolger SV Elversberg respektive TSV Steinbach Haiger verteidigte, als auch im DFB-Pokal 2019/20. Als Abwehrspieler bestritt er ab der 2. Runde alle Spiele des Klubs, der über Erfolge gegen die Bundesligisten 1. FC Köln und Fortuna Düsseldorf sowie den Zweitligisten Karlsruher SC als erster Viertligist in der Geschichte des Wettbewerbs das Halbfinale erreichte.

## Trivia
Sein Vater André spielte für zwei Vereine, den FSV Zwickau und den FC Erzgebirge Aue, für die auch Anthony unter Vertrag stand bzw. steht.